# Beats Antique
Beats Antique es un grupo de música electrónica, formado en San Francisco, California en 2007, cuando Zoe Jakes se acercó a su mánager, Miles Copeland (el hermano de Stewart Copeland baterista de The Police).
Fue Copeland quien encendió el proyecto, y su álbum debut se tituló "tribal Derivations" bajo el
sello CIA Records.
"Tribal Derivations" fue un álbum de conceptual, de culto, creado para complementar los estilos de baile que el productor/arreglista de Zoe Jakes, imaginó para su danza. Este estilo más tarde sería descipto como una mezcla innovadora entre el bellydance tradicional, el tango, la fusión tribal, y el indigo style.
El segundo álbum del grupo, "Collide", rankeó dentro de los primeros 10 artistas más descargados del género Middle East and World Dance, y a su vez fue top 20 entre los álbumes electrónicos más descargados en Amazon.com.
Para su tercer álbum, "Contraption Vol. 1", el grupo incluye los aportes de Jamie Janover, y del beat boxer y cantante de hip hop LYNX.Los miembros del grupo, David Satori, Tommy Cappel, y Zoe Jakes, utilizaron sus amplios conocimientos musicales para concebir es disco de culto.
Actualmente el grupo cuenta la dirección y arreglos de C3 (www.c3presents.com), y se encuentran
trabajando con Madison House booking agency (www.madisonhouseinc.com).

## La historia
David Satori, nacido en Burlington, Vermón en el año 1979, es un experimentado músico nutrido de la influencia de muchos diferentes estilos musicales.
Su formación musical comenzó durante su cursada en la escuela secundaria, y más tarde se graduó en el "California Institute of the Arts" con el grado de intérprete y compositor.
Zoe Jakes comenzó sus estudios en la danza del vientre en el año 2000, después de 10 largo años formándose en danza jazz.
Ella formó parte de Yard Dogs Road Show durante 5 años, complementariamente con su participación en Extra Action Marching Band, y además ha estado viajando y formando parte de The Indigo Belly Dance Company durante 4 años.
En el año 2005 ella se convirtió en una Bellydance Superstars, compañía de baile producida por Millas Copeland. Zoe y Satori comenzaron a trabajar con Ableton Live, un programa creación musical con el que grupo hace toda su producción, momento en el cual ella comenzó a experimentar con la música electrónica.
Tommy Cappel conoció a Zoe Jakes hace 8 años cuando ambos eran miembros de Extra Action Marching Band. Satori y Tommy ya eran conocidos para ese entonces.
Hijo de maestros de música y hermano de un baterista, Cappel nació y creció en Fairfax, Virginia. En los años 1990, asistió al Berklee College of Music in Boston para graduarse como percusionista. En Berklee, Cappel estudió el jazz de Nueva Orleans, bebop, el jazz moderno, y la música mundial.

## Estilo musical
Beats Antique propone la unión de viejas y nuevas inspiraciones. Intentando fusiones entre música del Medio Oriente, down tempo, hip-hop, el jazz clásico, afro-beat, y diferentes géneros de música electrónica. Los músicos han sido bajo la influencia de sus fondos musicales diversos. Su producción musical abrió las puertas a un tipo de experimentación musical combinando grabaciones en estudio y secuencias de loops digitales.

## Discografía
- 2007: Tribal Derivations
- 2008: Collide
- 2009: Contraption Vol. 1
- 2010: The Trunk Archives EP
- 2010: Blind Threshold
- 2011: Elektrafone
- 2012: Contraption Vol. 2 (Antique Records)
- 2013: A Thousand Faces: Act I (Antique Records)
- 2014: A Thousand Faces: Act II (Antique Records)
- 2015: Creature Carnival Live: Denver, CO and Asheville, NC (Antique Records)

## Referentes en América del Sur
Jorge Sacco es uno de los principales referentes en Sudamérica.
: Música y video.
Descripción:
Jorge Sacco recrea una fusión entre el hip hop, el tribal house, el indian dance, el tango, el glitch, la música árabe, balcánica, gitana, celta, indígena, etc, etc, en fin, todo lo que surja del momento cautivo por la inspiración.
Ver videos

- Datos: Q4877283
- Multimedia: Beats Antique / Q4877283